# Mohammed Osman Jawari

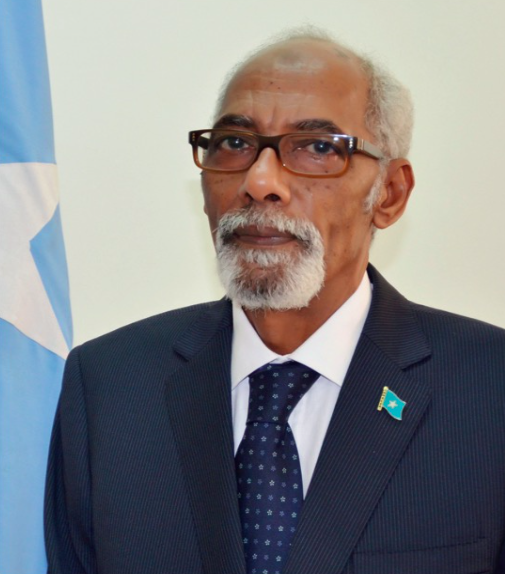
Mohamed Osman Jawari

Mohamed Osman Jawari (Somali: Maxamed Cismaan Jawaari, arabisch محمد عثمان جواري; * 7. Dezember 1945 in Afgooye, Somalia; † 28. Juni 2024 in Mogadischu) war ein somalischer Rechtsanwalt und Politiker. Er war Sprecher des Bundesparlaments und diente auch kurzzeitig als Interims-Präsident von Somalia im August und September 2012.

## Leben
Jawari wurde 1945 in Afgooye, Somalia, geboren. Er entstammt dem Clan der Rahanweyn (Digil-Mirifle). Ursprünglich kommt er aus den südlichen Regionen (gobolka) Bay und Bakool (heute: Teil des autonomen Südwestsomalia).
Nach der Highschool studierte Jawari Recht an der Nationalen Universität Somalias in Mogadischu.
Jawari ist multilingual. Neben Somali, spricht er Arabisch, Italienisch, Englisch und Norwegisch.

### Karriere
Jawari ist Rechtsanwalt.
In der Regierung von Siad Barre war er Minister of Transportation und später Minister of Labor and Sports.
Nach dem Ausbruch des Somalischen Bürgerkriegs 1991 wanderte Jawari nach Norwegen aus. In den 2000ern kehrte er nach Somalia zurück.
Er wurde daraufhin zum Vorsitzenden des Komitees zur Ausarbeitung der Verfassung von Somalia ernannt, wobei er seine Erfahrung als Rechts-Experte in der Arbeit mit Beamten der UN einbringen konnte. Die Verfassung wurde im Juli 2012 angenommen.

### Parlamentssprecher
Ernennung
2012 ließ sich Jawari als Kandidat für die ersten Wahlen aufstellen, die Somalia nach zwei Jahrzehnten erlebte und wurde in der Folge direkt zum Sprecher des Bundesparlaments ernannt. In der Parlamentssitzung vom 28. August 2012, die aus der General Kahiye Police Academy in der Nähe des Aden Adde International Airport, die in Fernsehen und Radio übertragen wurde, setzte sich Jawari gegen vier Gegenkandidaten durch. Seine Gegenkandidaten hatten alle bereits Ministerposten in der Übergangsregierung bekleidet, es waren: Abdiabshir Abdullahi, Abdirashid Mohamed Hidig, Hassan Abshir Farah und Ali Khalif Galaydh,. Jawari erhielt 119 Stimmen vor 77 Stimmen für Galaydh, dem zweitplatzierten.

Jawari sprach:
"Ich bin geehrt, als der erste Sprecher des Somalischen Parlaments gewählt worden zu sein, welches nicht Übergangsweise besteht, und ich hoff, wir können ein Parlament sein, dass den Menschen dient, die es repräsentiert[…] Die Wahl wurde transparent abgehalten und ich hoffe, dass Somalia weiterhin Wahlen demokratisch abhalten wird […] Ich vertraue darauf, dass dieses Parlament dazu beitragen wird, positive Veränderungen in Sicherheit und Regierung voranzubringen.
Repräsentanten der United Nations, der Europäischen Union und der Vereinigten Staaten begrüßten Jawaris Ernennung und drängten die somalischen Verantwortlichen, die angesetzten Präsidentschaftswahlen unverzüglich durchzuführen. Der US-Botschafter in Somalia, James C. Swan, bezeichnete die Sprecherwahl als „historische Wahl“ und der Sondergesandte der UN in Somalia, Augustine Mahiga, schrieb, dass dies ein „Moment des Fortschritts und des Optimismus“ sei. Auch Alex Rondos, der EU-Botschafter am Horn von Afrika, nannte Jawaris Wahl "einen weiteren positiven Schritt vorwärts.
Jeylani Nur Ikar und Mahad Abdalle Awad wurden später als Stellvertreter gewählt.
Präsidentschaft
Als Sprecher des Parlaments diente Jawari kurzzeitig als Übergangs-Präsident, solange das Parlament die Präsidentschaftswahlen in Somalia 2012 vorbereitete. Am 30. August 2012 trat das Parlament zusammen und bestimmte ein Komitee zur Ausrichtung der Präsidentschaftswahlen. Bei der Parlamentssitzung wurden 15 Parlamentarier benannt und der frühere Parlamentssprecher Muse Hassan Sheikh Sayid Abdulle als Vorsitzender benannt.
Hassan Sheikh Mohamud wurde Jawaris Nachfolger als Präsident, nachdem er am 10. September 2012 gewählt und sechs Tage später ins Amt eingeführt wurde.
Mitglied des Parlamentarischen Finanzkomitees
Im Februar 2014 veranlasste der Finanzminister Hussein Abdi Halane die Einrichtung eines neuen Finanz-Verwaltungs-Komitees. Das Komitee soll ein transparenteres Finanzsystem garantieren und Anreize für ausländische Investoren bieten. Dessen Aufgabe ist es, Verhandlungen mit der Weltbank, dem Internationalen Währungsfonds (IWF) und der Afrikanischen Entwicklungsbank (AfDB) zu führen. Am 29. März 2014 verkündete Jawari in seiner Funktion als Parlamentssprecher, dass alle Abhebungen von der Zentralbank ab dem 1. April 2014 eine schriftliche Genehmigung des parlamentarischen Finanzkomitees benötigen.
Southwestern State
Am 2. Juni 2014 beendete die Bundesregierung die Mediation zwischen den Unterstützern der parallel verlaufenden Gespräche in den „Drei-Regionen-“ und „Sechs-Regionen-Prozessen“ für ein neues Südwestsomalia. Gruppen der rivalisierenden Seiten waren zu einer Einigung über die Form des zukünftigen Regionalstaates gekommen. Am 23. Juni 2014 hielt Jawari in seiner Funktion als Parlamentssprecher eine Treffen ab, bei dem er die Verschmelzung der zwei rivalisierenden Verwaltungen zu einem einzigen Staat mit den drei Provinzen Bay, Bakool und Lower Shabelle verkündet wurde.
Nationale Universität Somalias
Im Oktober 2014 eröffneten Jawari und der Minister für Kultur und Höhere Bildung Duale Adan Mohamed das erste Akademische Jahr der Nationalen Universität Somalias in Mogadishu. Die Universität war 1974 gegründet worden, aber 1991 nach dem Zusammenbruch der Zentralregierung geschlossen worden. Sie wurde 2014 vom Kabinett wieder eingerichtet. Jawari beschrieb in seiner Rede zur Wiedereröffnung die Institution als eine Säule des nationalen Bildungssystems und betonte, dass viele Absolventenwichtige Führungspositionen einnehmen werden. Er ermahnte die Studenten, ihre Möglichkeiten zu nutzen und auch aktiv an den Initiativen zum Wiederaufbau teilzunehmen. Mohamed unterstrich den Willen der Regierung, Höhere Bildung zu fördern.
Kooperation mit China
Im Dezember 2014 traf sich Jawari mit dem Chinesischen Botschafter in Somalia Wei Hongtian in der Villa Somalia in Mogadishu. Wie Jawari mitteilte, wurden verschiedene diplomatische Themen angesprochen, unter anderem bilaterale Verbindungen zwischen den beiden Nationen und China Entwicklungshilfe für die laufenden Wiederaufbauprogramme in Somalia. der Chinesische Botschafter lobte die Fortschritte der Regierung und versprach, dass China neue Entwicklungshilfen bereitstellen werde.
Botschaftertreffen
Im März 2015 traf sich Jawari mit dem UN-Sondergesandten für Somalia Nicholas Kay, sowie den Botschaftern von Dschibuti, Schweden und der Schweiz in Mogadischu. Zur Sprache kam vor allem die Erfüllung der Ziele der „Vision 2016“. Die Botschafter drängten die Regierung, die weiteren nötigen Gesetze zu erlassen und sicherten ihre Unterstützung zu.
Trilaterale Kooperation mit UN & AU
In April 2015 traf Jawari Repräsentanten der UN und der Afrikanischen Union (AU). Der Bundes-Sicherheitsminister Abdulkadir Sheikh Dini und der Kommandant des Heeres, Dahir Adan Elmi, nahmen an dem Treffen teil, in dem es um die Integration verschiedener Milizen in die Somali Armed Forces ging, um effektiver die Aufstände von Al-Shabaab-Rebellen zu unterdrücken. Die Verantwortlichen sprachen über die generelle Sicherheit und suchten nach Wegen, die Befreiung der Gebiete anzugehen, die noch immer unter der Kontrolle von Milizen stehen. Sie besprachen auch, wie das Heer mit modernen Waffen ausgerüstet werden kann.